# Catriona Morrison
Catriona Morrison (Glasgow, 11 de enero de 1977) es una deportista británica que compitió en triatlón y duatlón.
Ganó cuatro medallas en el Campeonato Mundial de Duatlón entre los años 2005 y 2010, y dos medallas en el Campeonato Europeo de Duatlón, en los años 2007 y 2009. Además, obtuvo tres medallas en el Campeonato Mundial de Duatlón de Larga Distancia entre los años 2006 y 2008.
En triatlón consiguió una medalla en el Campeonato Mundial de Triatlón de Larga Distancia de 2007 y una medalla en el Campeonato Europeo de Ironman 70.3 de 2013.

## Palmarés internacional
| Campeonato Mundial | Campeonato Mundial      | Campeonato Mundial | Campeonato Mundial |
| Año                | Lugar                   | Medalla            | Prueba             |
| ------------------ | ----------------------- | ------------------ | ------------------ |
| 2005               | Newcastle (Australia)   | Medalla de plata   | Individual         |
| 2006               | Corner Brook (Canadá)   | Medalla de oro     | Individual         |
| 2008               | Rímini (Italia)         | Medalla de plata   | Individual         |
| 2010               | Edimburgo (Reino Unido) | Medalla de oro     | Individual         |
| Campeonato Europeo |                         |                    |                    |
| Año                | Lugar                   | Medalla            | Prueba             |
| 2007               | Edimburgo (Reino Unido) | Medalla de oro     | Individual         |
| 2009               | Budapest (Hungría)      | Medalla de oro     | Individual         |

| Campeonato Mundial | Campeonato Mundial        | Campeonato Mundial | Campeonato Mundial |
| Año                | Lugar                     | Medalla            | Prueba             |
| ------------------ | ------------------------- | ------------------ | ------------------ |
| 2006               | Fredericia (Dinamarca)    | Medalla de plata   | Individual         |
| 2007               | Richmond (Estados Unidos) | Medalla de oro     | Individual         |
| 2008               | Geel (Bélgica)            | Medalla de oro     | Individual         |

| Campeonato Mundial | Campeonato Mundial | Campeonato Mundial | Campeonato Mundial |
| Año                | Lugar              | Medalla            | Prueba             |
| ------------------ | ------------------ | ------------------ | ------------------ |
| 2007               | Lorient (Francia)  | Medalla de bronce  | Individual         |

| Campeonato Europeo | Campeonato Europeo   | Campeonato Europeo | Campeonato Europeo |
| Año                | Lugar                | Medalla            | Prueba             |
| ------------------ | -------------------- | ------------------ | ------------------ |
| 2013               | Wiesbaden (Alemania) | Medalla de bronce  | Individual         |